# Mike Haynes
Pour les articles homonymes, voir Haynes.
College Football Hall of Fame 2001
Pro Football Hall of Fame 1997
(en) Statistiques sur pro-football-reference
Michael « Mike » James Haynes, né le 1er juillet 1953 à Denison au Texas, est un joueur américain de football américain ayant évolué comme cornerback et punt returner.

## Biographie
Étudiant à l'université d'État de l'Arizona, il joua pour les Arizona State Sun Devils.
Sélectionné en 5e choix lors de la draft 1976 de la NFL par les Patriots de la Nouvelle-Angleterre, il est le premier defensive back de la draft. Il a joué de 1976 à 1982 dans cette franchise avant de partir aux Raiders de Los Angeles de 1983 à 1989. Avec ces derniers, il remporte le Super Bowl XVIII (1983).
Sélectionné neuf fois au Pro Bowl (1976, 1977, 1978, 1979, 1980, 1982, 1984, 1985 et 1986) et quatre fois en All-Pro (1977, 1978, 1982 et 1984), il est élu NFL Defensive Rookie of the Year en 1976. Il fait partie du College Football Hall of Fame depuis 2001 et du Pro Football Hall of Fame depuis 1997. Il reçoit le George S. Halas Trophy en 1984. Son numéro 40 est retiré par la franchise des Patriots. Il fait également partie de l'équipe du 75e anniversaire de la NFL et de l'équipe NFL de la décennie 1980. En 1999, il est listé à la 93e place sur la liste des « 100 plus grands joueurs de football américain » par le magazine Sporting News.